# Callionymus whiteheadi
Callionymus whiteheadi är en fiskart som beskrevs av Fricke, 1981. Callionymus whiteheadi ingår i släktet Callionymus och familjen sjökocksfiskar. IUCN kategoriserar arten globalt som otillräckligt studerad. Inga underarter finns listade.